# مگدا اریکسون
مگدا اریکسون (انگلیسی: Magda Ericson؛ زادهٔ december ۱۸, ۱۹۲۹ (۹۵ سال)) دانشمند در زمینه فیزیک ذرات اهل تونس است.
وی همچنین برندهٔ جوایزی همچون لژیون دونور (شوالیه) و برنامه فولبرایت شده‌است.